# Saint-Vaury
Saint-Vaury (okzitanisch Sent Vauric) ist ein Ort und eine aus mehreren Weilern (hameaux) bestehende südfranzösische Gemeinde mit 1729 Einwohnern (Stand 1. Januar 2022) in der Region Nouvelle-Aquitaine.

## Lage
Saint-Vaury liegt in der waldreichen Mittelgebirgslandschaft des Limousin etwa 78 km nordöstlich von Limoges bzw. ca. 12 km nordwestlich von Guéret in einer Höhe von knapp 460 m ü. d. M. Das Klima ist gemäßigt; Regen fällt verteilt über das ganze Jahr.

## Bevölkerungsentwicklung
| Jahr      | 1800 | 1851 | 1901 | 1954 | 1999 | 2018 |
| Einwohner | 2247 | 2623 | 2757 | 1701 | 1829 | 1744 |

Der kontinuierliche Bevölkerungsrückgang seit dem Beginn des 20. Jahrhunderts ist im Wesentlichen auf die Reblauskrise im Weinbau und die zunehmende Mechanisierung der Landwirtschaft sowie den jeweils damit einhergehenden Verlust an Arbeitsplätzen zurückzuführen.

## Wirtschaft
Der Ort und seine Umgebung waren jahrhundertelang landwirtschaftlich geprägt; die meisten Menschen lebten als Selbstversorger von den Erträgen ihrer Felder und Gärten; auch Viehzucht und Weinbau wurden betrieben. Im Ort selbst ließen sich Handwerker, Kleinhändler und Dienstleister aller Art nieder.

## Geschichte
Bereits der nach seinem Tod als Heiliger verehrte Valerius von Bernage verbrachte in Boanerges – so der alte Ortsname – einige Monate seines Lebens, bevor er sich auf einen nahegelegenen Berg zurückzog. Später erhielt der Ort seinen Namen.

## Sehenswürdigkeiten
- Die Kirche Saint-Julien-de-Brioude et Saint-Vaury hat ein Fundament aus dem 11. Jahrhundert, aus den nachfolgenden Jahrhunderten existieren weiter Umbauten – die Fassadengestaltung stammt aus dem 16. Jahrhundert, die Apsis wurde nach ihrem Einsturz im Jahr 1792 in den Jahren 1824 bis 1826 erneuert und die während eines Gewitters beschädigte Spitze des Glockenturm wurde 1924 neu gestaltet. Trotz alledem ist das Bauwerk seit dem Jahr 2004 als Monument historique anerkannt.[3]

Umgebung
- Der 635 m hohe Gipfel des Mont Bernage kann erwandert werden; von hier bieten sich schöne Ausblicke auf die umgebende Mittelgebirgslandschaft.

## Persönlichkeiten
- Valerius von Bernage (um 537–620), verbrachte auf dem nahegelegenen 635 m hohen Mont Bernage (oder Puy de Trois Cornes) viele Jahre als Einsiedler; er wird bis heute in der Region als Heiliger verehrt.
- William Chervy (* 1937), Mediziner und Politiker war französischer Senator für Creuse von 1981 bis 1998.